# 키바

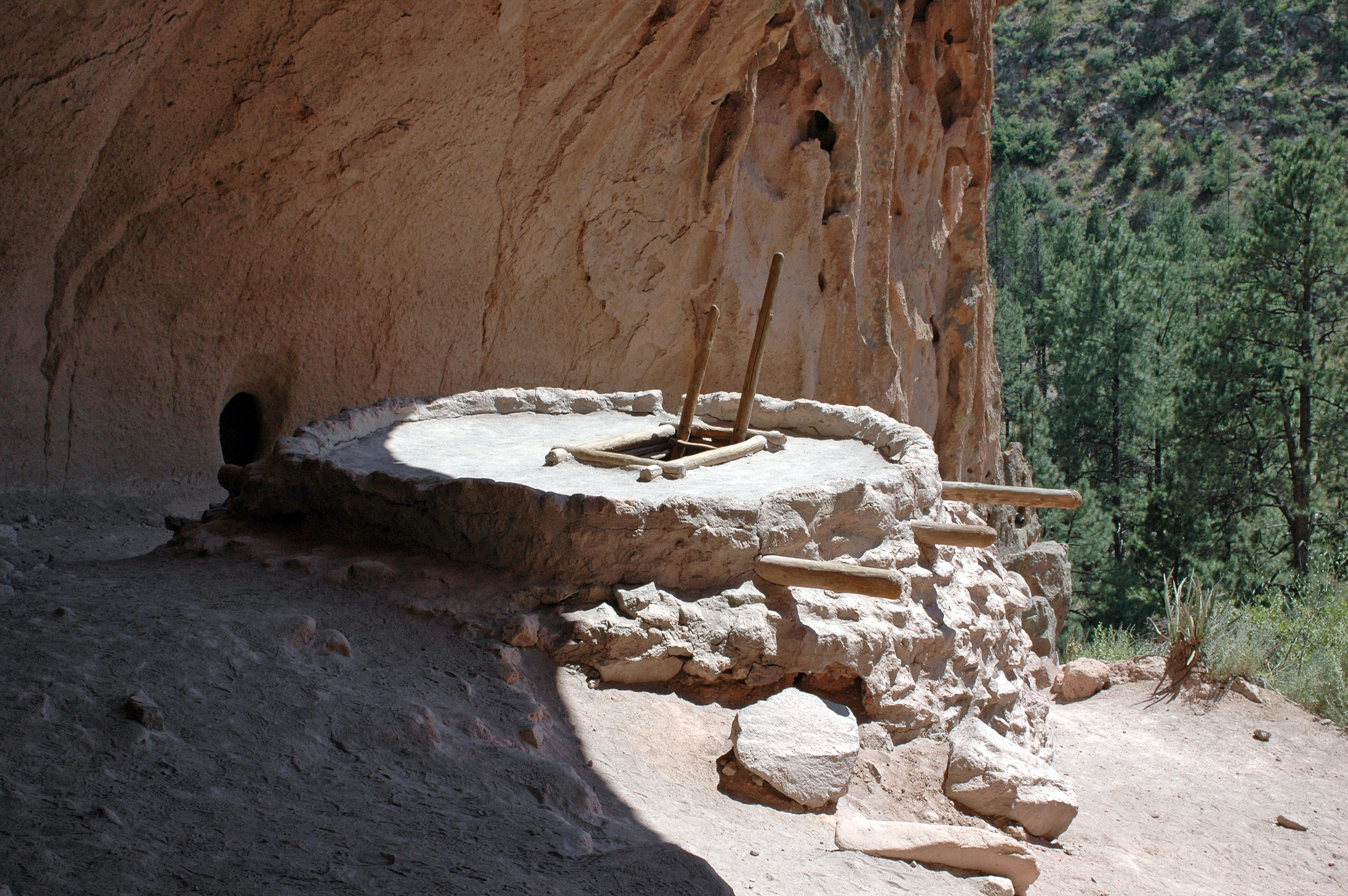
반델리어 국립천연기념물에 있는 복원 시켜 놓은 키바

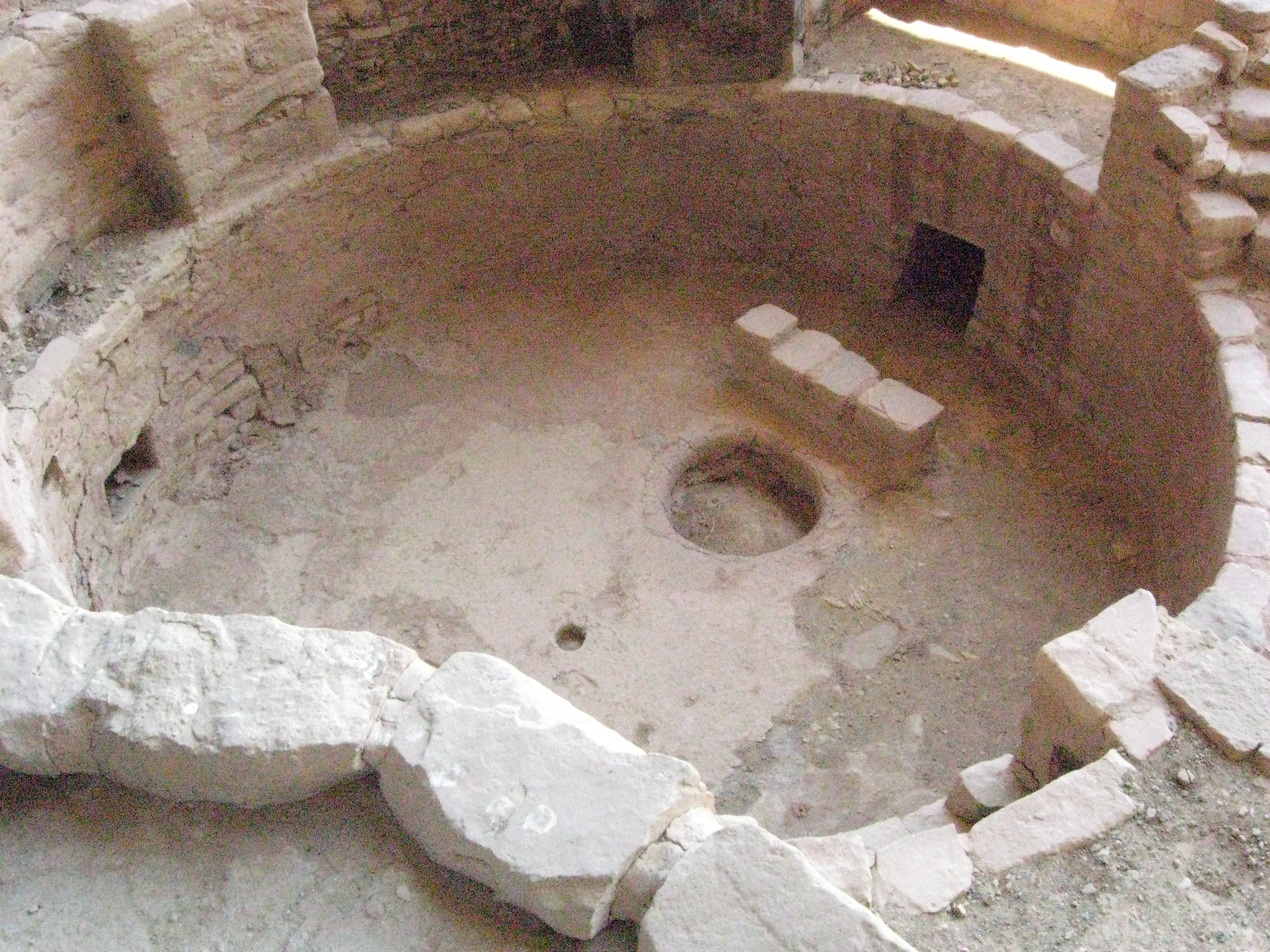
키바의 내부. 바닥에는 시파푸(Sipapu)와 불피는 구덩이가 있다. 벽에는 환기통로가 보인다. 환기되는 공기가 불로 직접 가지 못하게 바람막이로 낮은 벽을 사이에 만들었다.

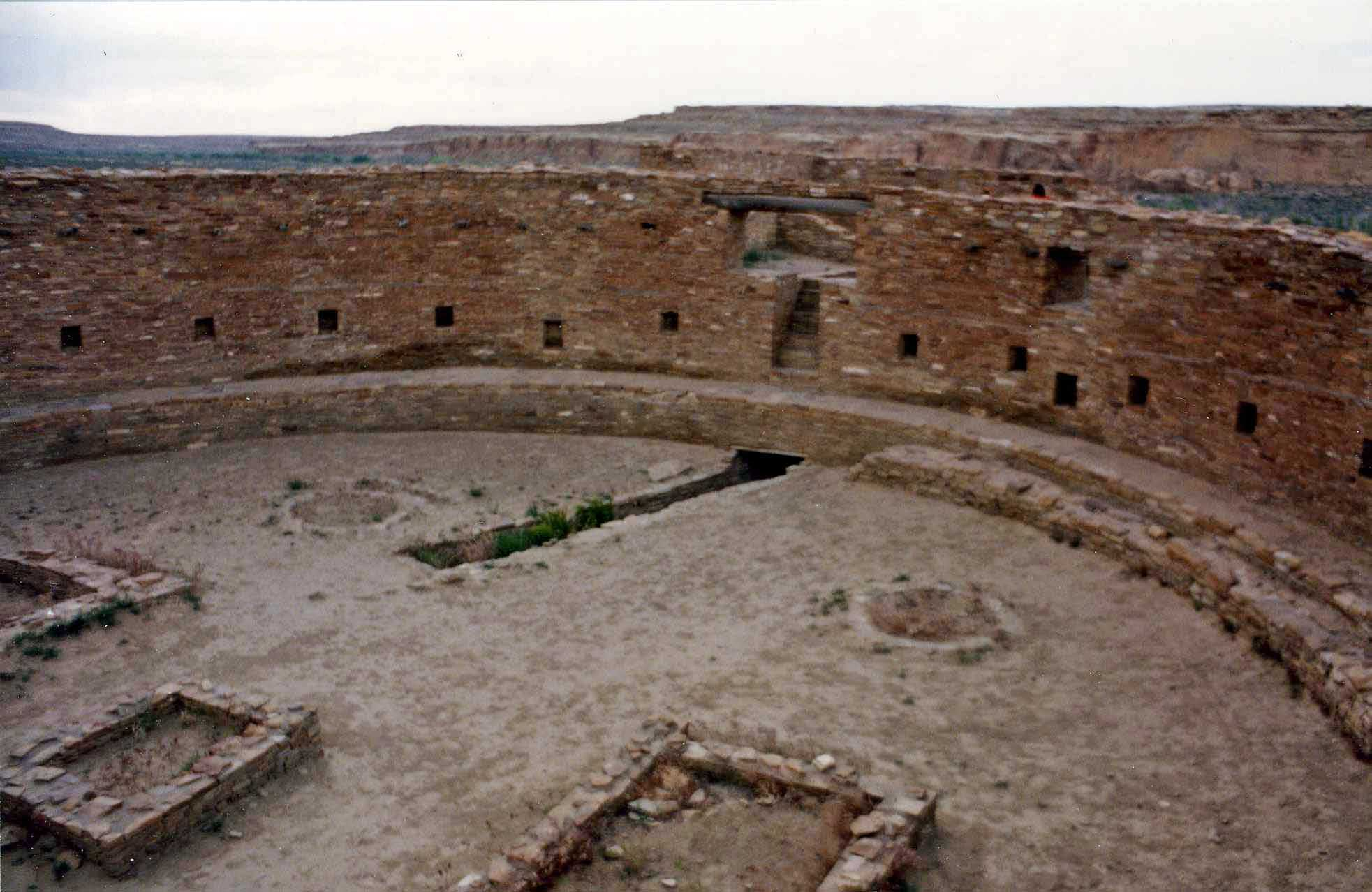
챠코문화국립역사공원에 있는 초 대형 키바의 유적

키바(Kiva)는 푸에블로 인디언의 종교 의식을 위한 건물이다. 일반적으로 둥글게 지었으며 바닥은 지하 1.5m(5ft)이상 깊이에 있고 벽을 따라 의자를 대신할 수 있는 단을 만들어 놓기도 했다. 원형의 직경은 8m(25ft)정도로 큰것도 있다. 지붕은 인디언의 어도비(Adobe) 집짓는 방식 대로 통나무를 가로질러 만들고 그위에 잔 나무 가지를 덮고 진흙을 위에 발라 만들었다. 천장 가운데에는 통로로 구멍을 만들어 사다리로 놓아 오르 내리게 했다. 바닥에는 불 피는 자리가 있고 연기는 통로의 구멍으로 빠져 나가게 했다. 키바는 지하에 있어서 온도의 변화가 적어 겨울에도 따뜻한 공간을 쉽게 유지할 수 있었을 것이다. 땅 바닥에는 시파푸(Sipapu) 작은 구멍을 만들어 두는데 땅밑의 세계와의 통로라는 상징성을 가진것이다. 인간은 지하에서 땅 밖으로 나왔다는 신앙에 근거한 것이다. 종교적 의식을 하는 신성한 자리여서 어린이나 여인의 출입을 허락하질 않았다. 그러나 옛날에는 종교의식으로만 사용한것은 아니고 남자들이 모여서 부락에 관한 회의도 하고 가벼운 작업도 하는 클럽하우스(Clubhouse)같은 목적 으로도 사용했을 것으로 짐작 한다. 호피 푸에블로 인디언과 뉴멕시코의 남부 인디언의 유적지에 있는 키바는 원형이 아닌 사각형으로 지었다. 일반적으로 키바 내부의 벽은 회 반죽으로 반반하게 하고 여러 색갈로 여러 상징적인 그림을 그려 놓았었다.